# ТЕС Суецька затока
ТЕС Суецька затока — теплова електростанція на північному сході Єгипту.
Розташована на узбережжі Червоного моря біля порту Айн-Сохна (40 км на південний захід від Суецу). Споруджена на початку 2000-х років, стала однією з останніх класичних конденсаційних електростанцій Єгипту. Обладнана двома паровими турбінами виробництва компанії Toshiba потужністю по 341 МВт.
Станція ділить виробничий майданчик зі спорудженою в середині 2010-х ТЕС Айн-Сохна. Проте на відміну від останньої, яка належить державній єгипетській компанії, будівництво ТЕС Суецька затока відбувалось за схемою BOOT (build-own-operate-transfer, будуй-володій-експлуатуй-передай). Приватним інвестором виступила французька компанія GDF Suez, а в 2006 році проект викупила малайзійська Tanjong.
Для охолодження використовується морська вода.
Як паливо станція споживає природний газ, що надходить по трубопровідному коридору Ель-Тіна – Айн-Сохна.